# Vega de Bur

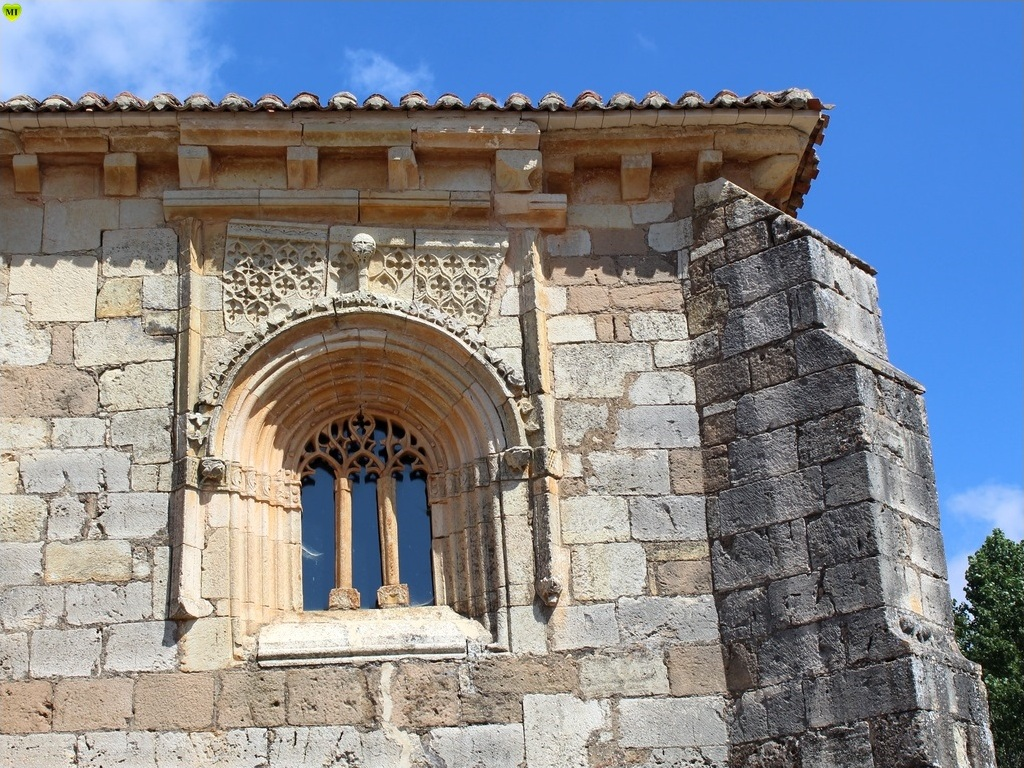
Detalle de la iglesia

Vega de Bur es una localidad y también una pedanía española de la provincia de Palencia (comunidad autónoma de Castilla y León) que pertenece al municipio de Olmos de Ojeda.

## Geografía
Localidad de Boedo-Ojeda, en el noreste de la provincia.

## Historia
A la caída del Antiguo Régimen la localidad se constituye en municipio constitucional Municipio que en el censo de 1842 contaba con 32 hogares y 166 vecinos. Posteriormente se anexiona tres municipios: Amayuelas de Ojeda , Montoto de Ojeda y Pisón de Ojeda, para posteriormente, en la década de 1970, integrarse las cuatro localidades en Olmos de Ojeda , contaban entonces con 94 hogares y 326 habitantes de derecho, 325 de hecho.
En 1971 se decreta la fusión de los municipios de Olmos de Ojeda y Vega de Bur, pasando a ser Olmos de Ojeda la capital del recién formado municipio.

## Geografía humana

### Demografía
| Gráfica de evolución demográfica de Vega de Bur entre 1842 y 1970 |
| |
| Población de derecho según los censos de población del INE Población de hecho según los censos de población del INEEntre el censo de 1857 y el anterior, crece el término del municipio porque incorpora a 345002 (Amayuelas de Ojeda), 345062 (Montoto de Ojeda) y 345072 (Pisón de Ojeda) Entre el censo de 1981 y el anterior, este municipio desaparece porque se integra en el municipio 34114 (Olmos de Ojeda) |

Evolución de la población en el siglo XXI
| Gráfica de evolución demográfica de Vega de Bur entre 2000 y 2020  |
|                                                                    |
| Población de derecho (2000-2020) según el padrón municipal del INE |

## Patrimonio
- Iglesia de San Vicente: iglesia de origen románico, reformada posteriormente; lo que hoy se ve corresponde a una remodelación del siglo XV. Descaca un bello ventanal existente en la fachada sur, de tracería gótica. La primera constancia escrita de san Vicente, como titular de la iglesia de Vega de Bur es del año 1345: El libro "Becerro de los Beneficios" dice que en la iglesia de "Sanct Vicente" debe haber un preste, un subdiácono y dos graderos.
- Castillo de Ebur: Mencionado ya en el año 967 con el nombre de "Eburi". Bajo su protección se reúnen Flayna, que procede de una casa de monjas de Monzón, su hermano Juan, del cercano monasterio de Santa Eufemia de Cozuelos, y su pariente Julián para fundar el monasterio de los santos Justo, Pastor y Pelayo con el fin de reparar una falta cometida por este último. En 1059 aparece nombrado como cabeza de un alfoz en el documento por el que Fernando I fija los límites de la diócesis palentina. Años después la tenencia del castillo estaba en manos de Álvaro de Lara hasta la venta del pueblo por parte de Fernando III. Tuvo gran importancia en la defensa de la zona de la Ojeda hasta el siglo XII en que es reemplazado por el de Herrera de Pisuerga, como cabecera de un territorio más amplio. A finales del siglo XVI pertenecía a la jurisdicción de Herrera dentro de la merindad de Monzón.
- Santuario de la Virgen del Rebollar: Santuario dedicado a la patrona de La Ojeda, cuya festividad se celebra el último domingo de septiembre. Situado a dos kilómetros de Vega de Bur, cerca de él se encuentra el pago conocido como Castillo de la Vega, donde se supone estuvo ubicado el castillo de Ebur.
- Portada del cementerio: La antigua portada de la iglesia de San Tirso, del siglo XIII, perteneciente al desaparecido despoblado de Medinilla, hoy sirve de puerta al cementerio, y es una destacable obra románica, relacionada con la de Moarves de Ojeda, aunque simplificada.

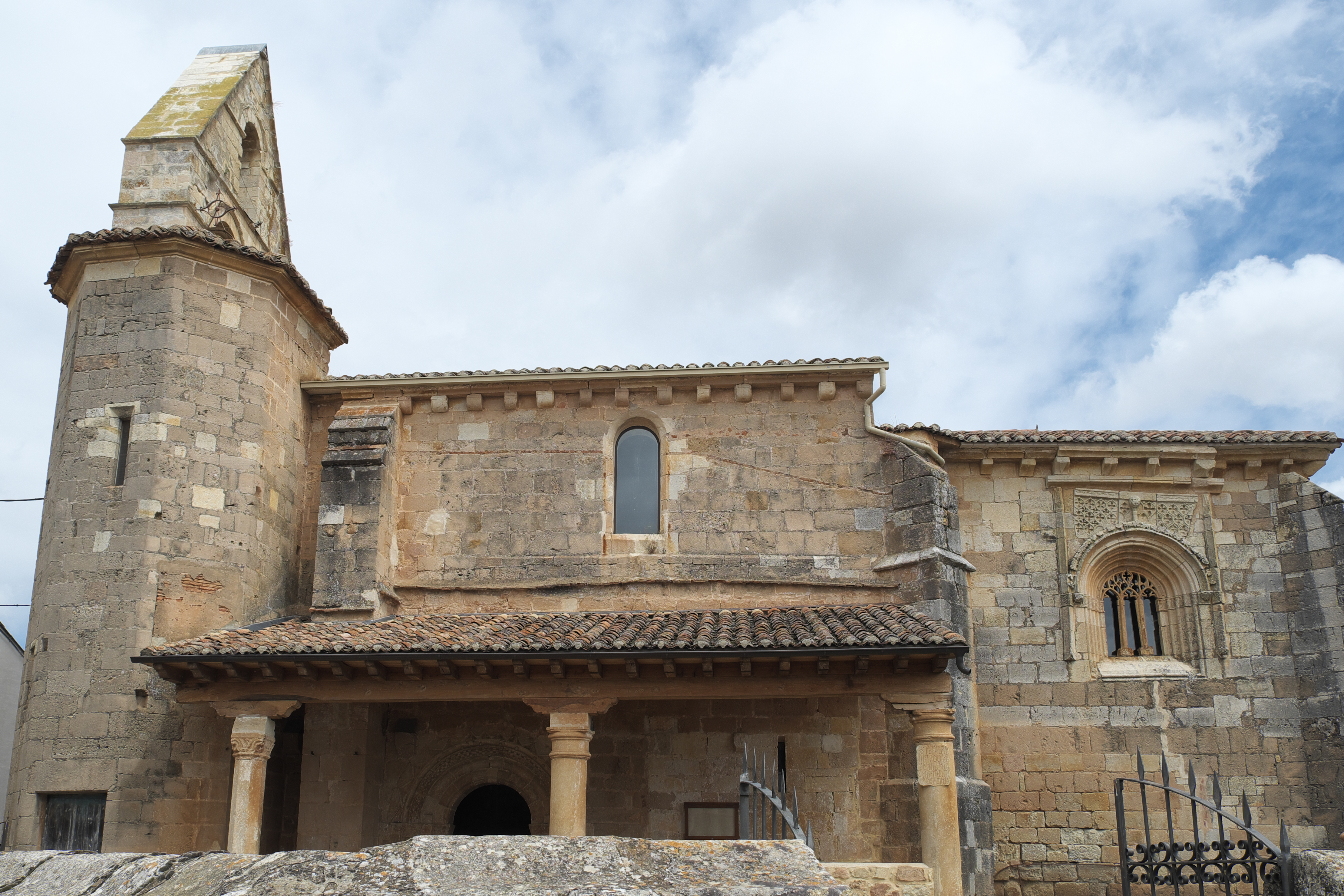
Iglesia de San Vicente Mártir.
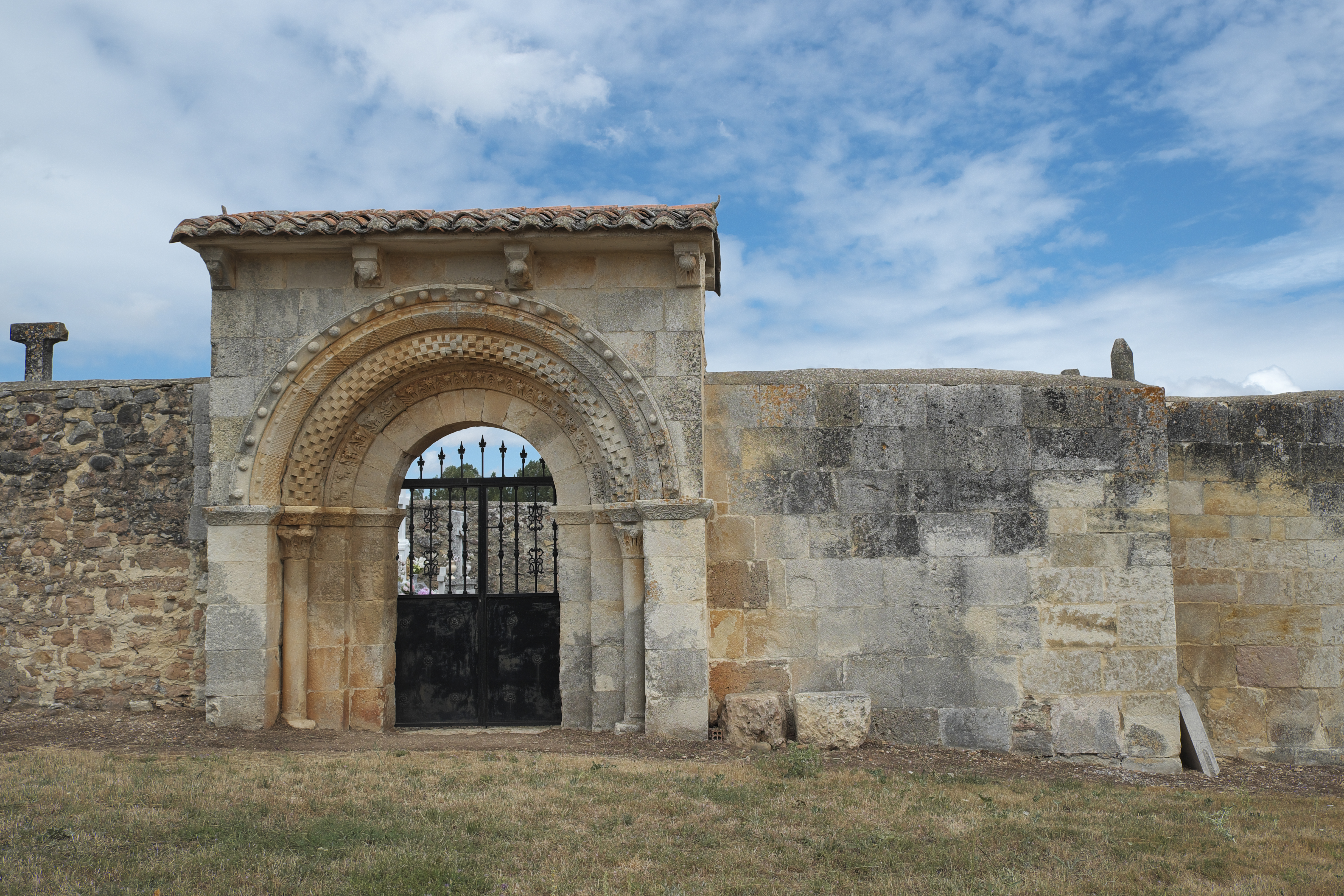
Antigua portada de la iglesia de San Tirso.
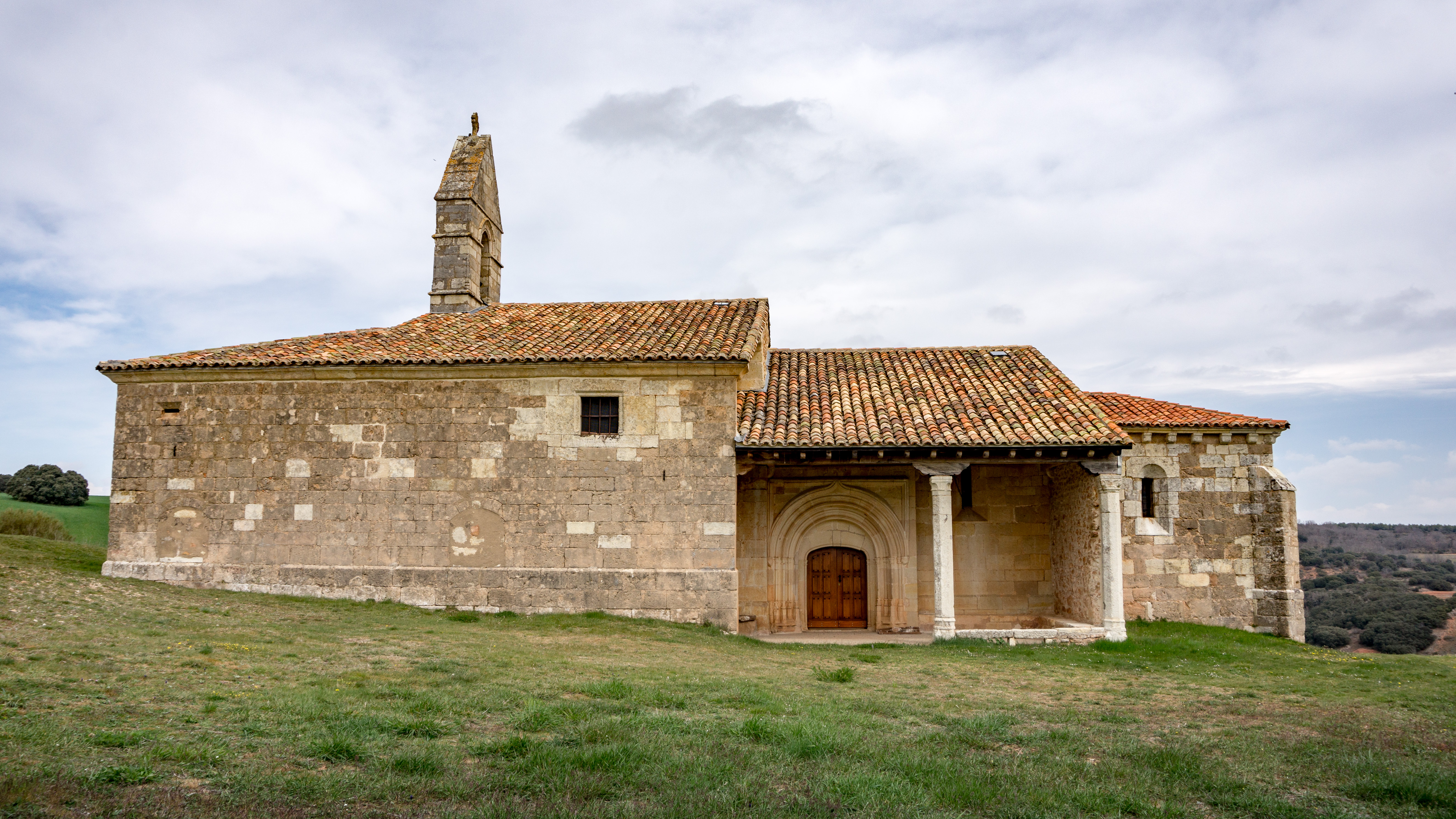
Santuario de la Virgen del Rebollar, entrada.
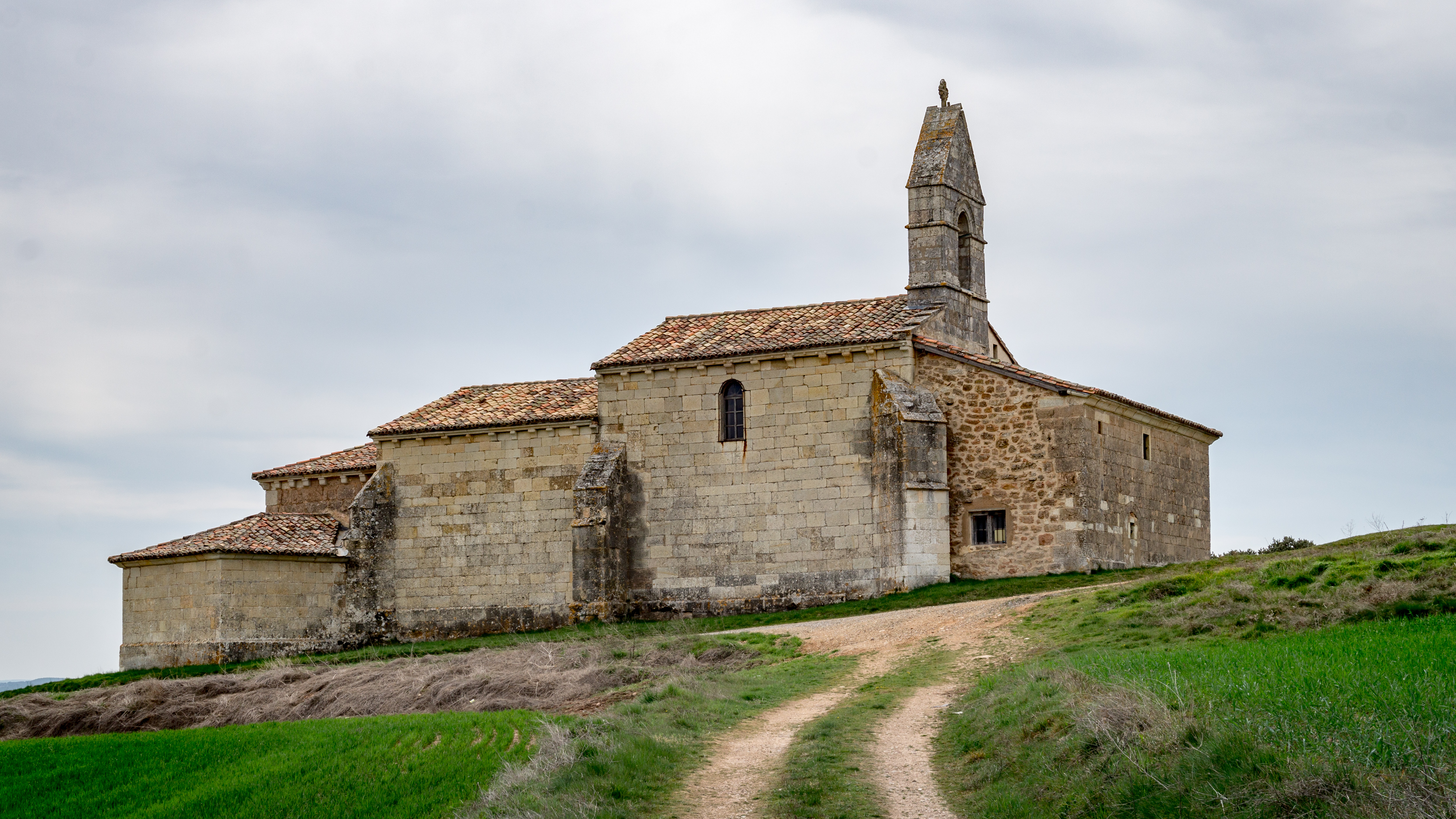
Santuario de la Virgen del Rebollar.
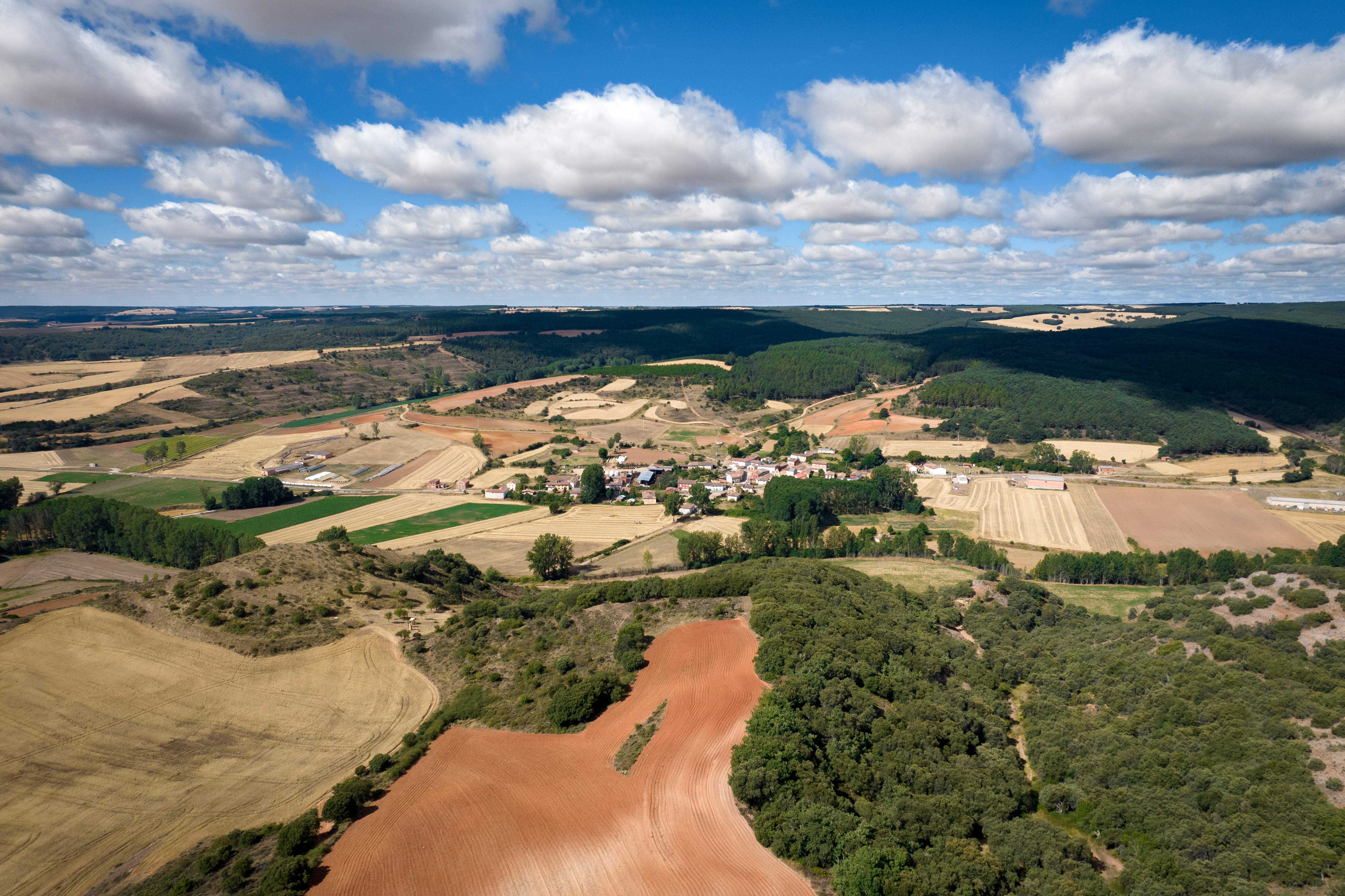
Panorámica de Vega de Bur desde El Rebollar

## Hijos ilustres
- D. Mariano Fraile Hijosa (Vega de Bur 4 de julio de 1928 - Palencia 1 de noviembre de 2011): Historiador palentino doctorado en derecho canónico por la Universidad Pontificia Comillas. Pertenece a la Institución Tello Téllez de Meneses desde el 25 de marzo de 1965, en donde ha publicado parte de sus investigaciones, centrada sobre todo en la evolución eclesiástica en España en los dos últimos siglos, y la iglesia y religión en la provincia de Palencia. Su funeral se celebró, el miércoles 2 de noviembre, a las 12.00h en la Santa Iglesia Catedral de Palencia. A continuación se condujo el cadáver al cementerio de Vega de Bur.